# کولتور
کولتور (به لاتین: Koltur) یک جزیره از جزایر فارو است که در غرب جزیره استرومو و شمال غرب جزیره هستور قرار دارد. کولتور ۲٫۸ کیلومتر مربع مساحت و تنها ۱ نفر جمعیت دارد. ساکنین گوسفندچران این جزیره در دهه ۱۹۸۰ به مناطق جنوبی‌تر کوچ کردند. اما جزیره هم‌چنان زیستگاه گوسفندان است.

## نگارخانه

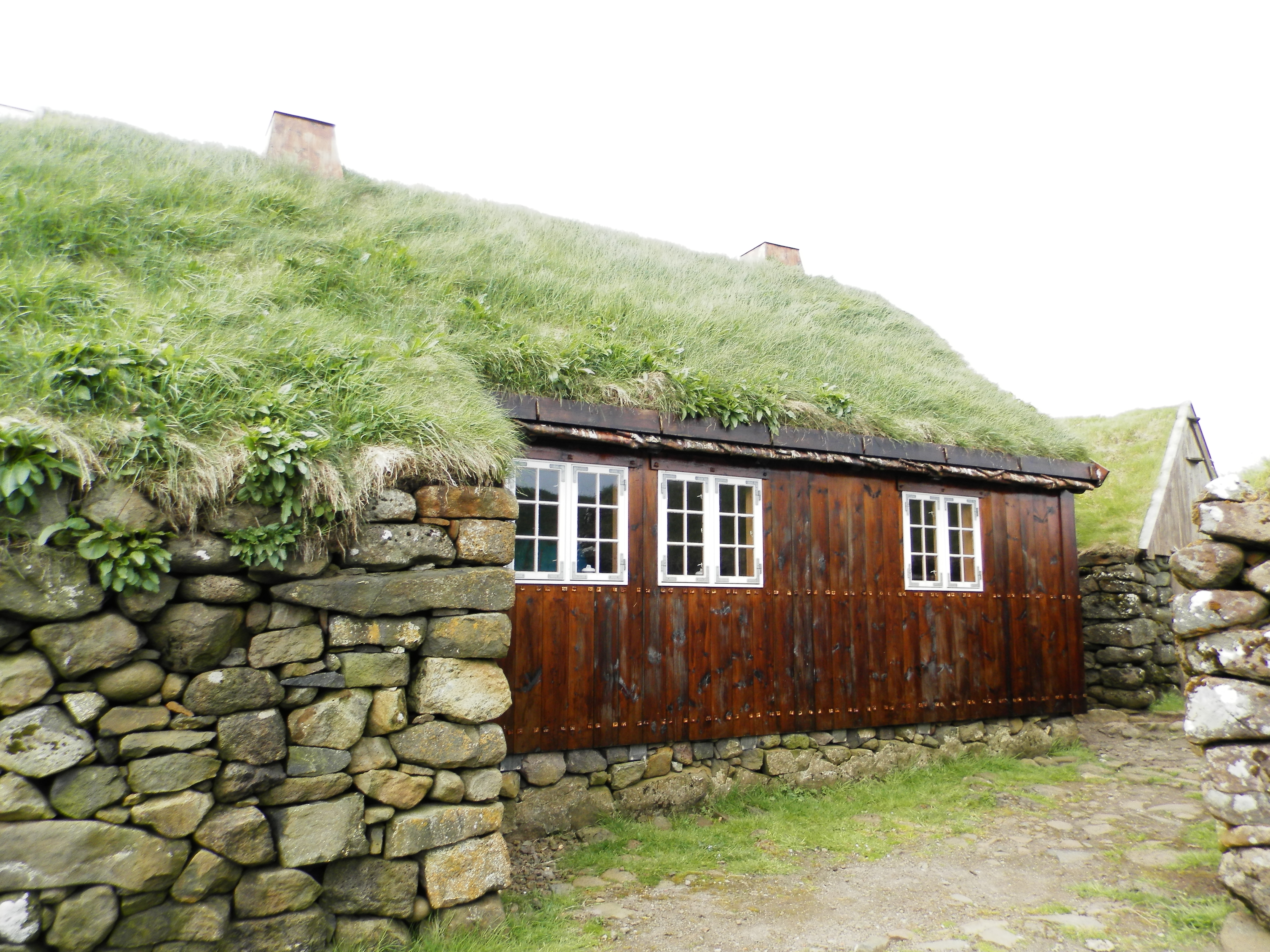
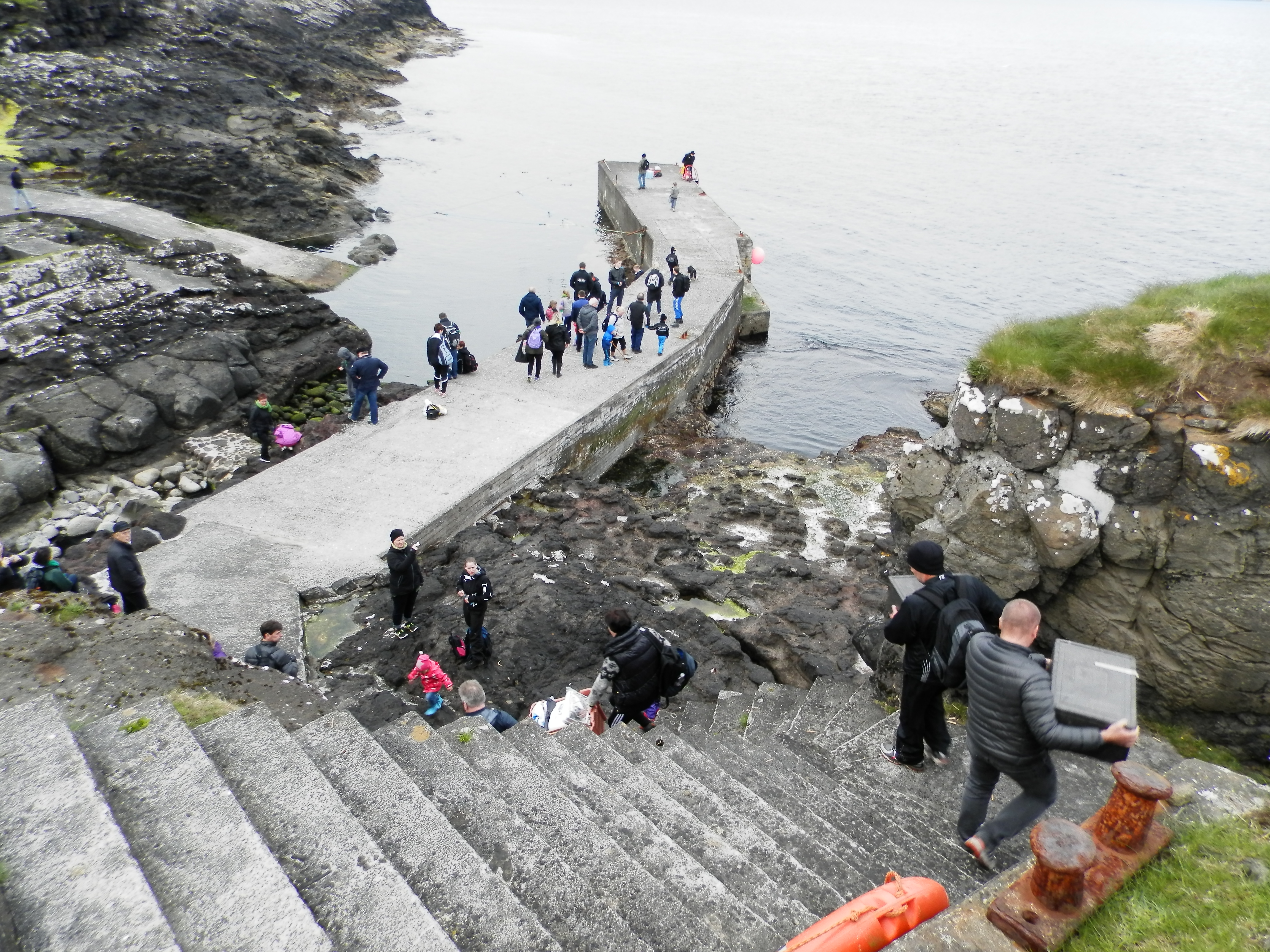
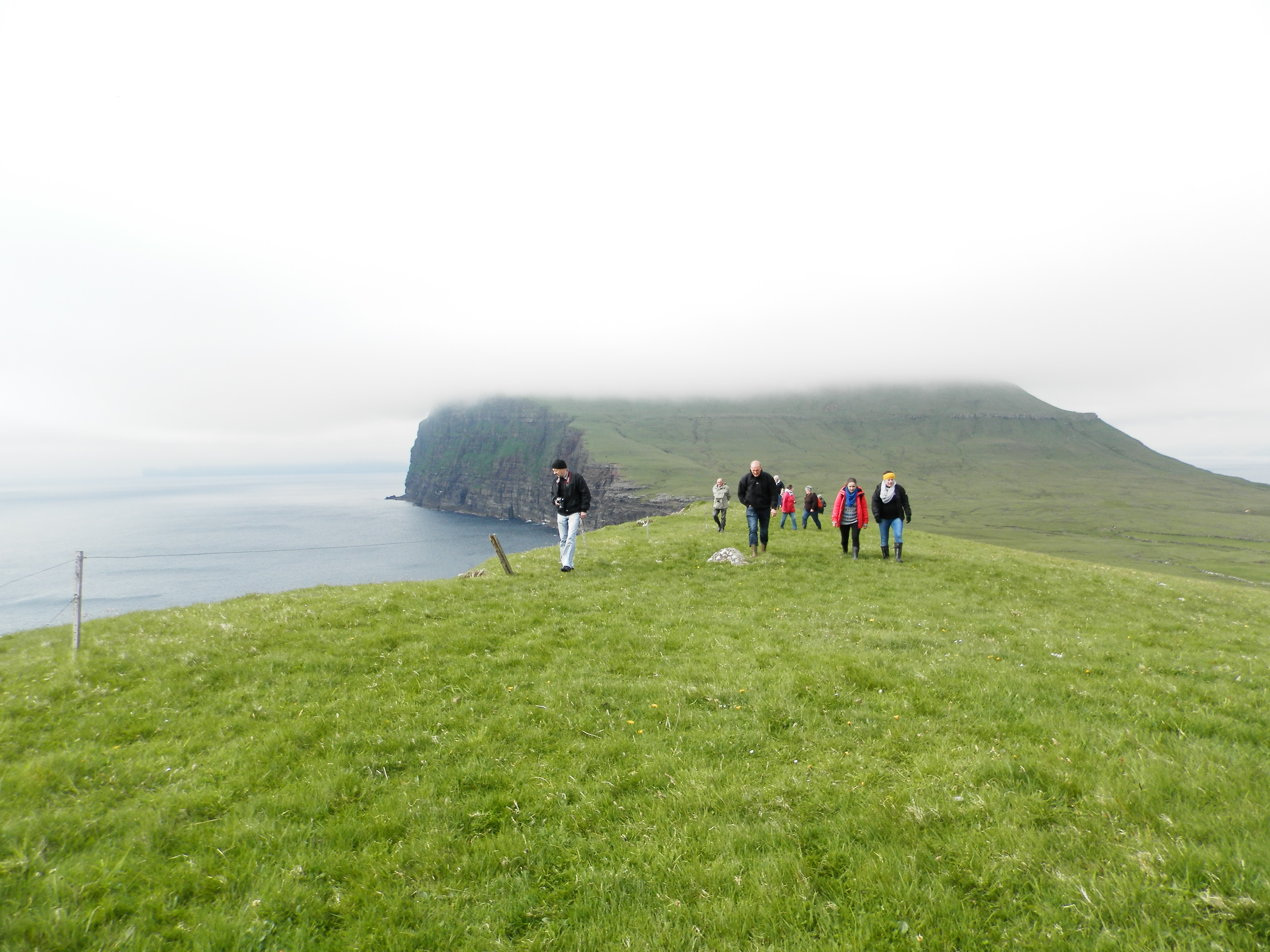
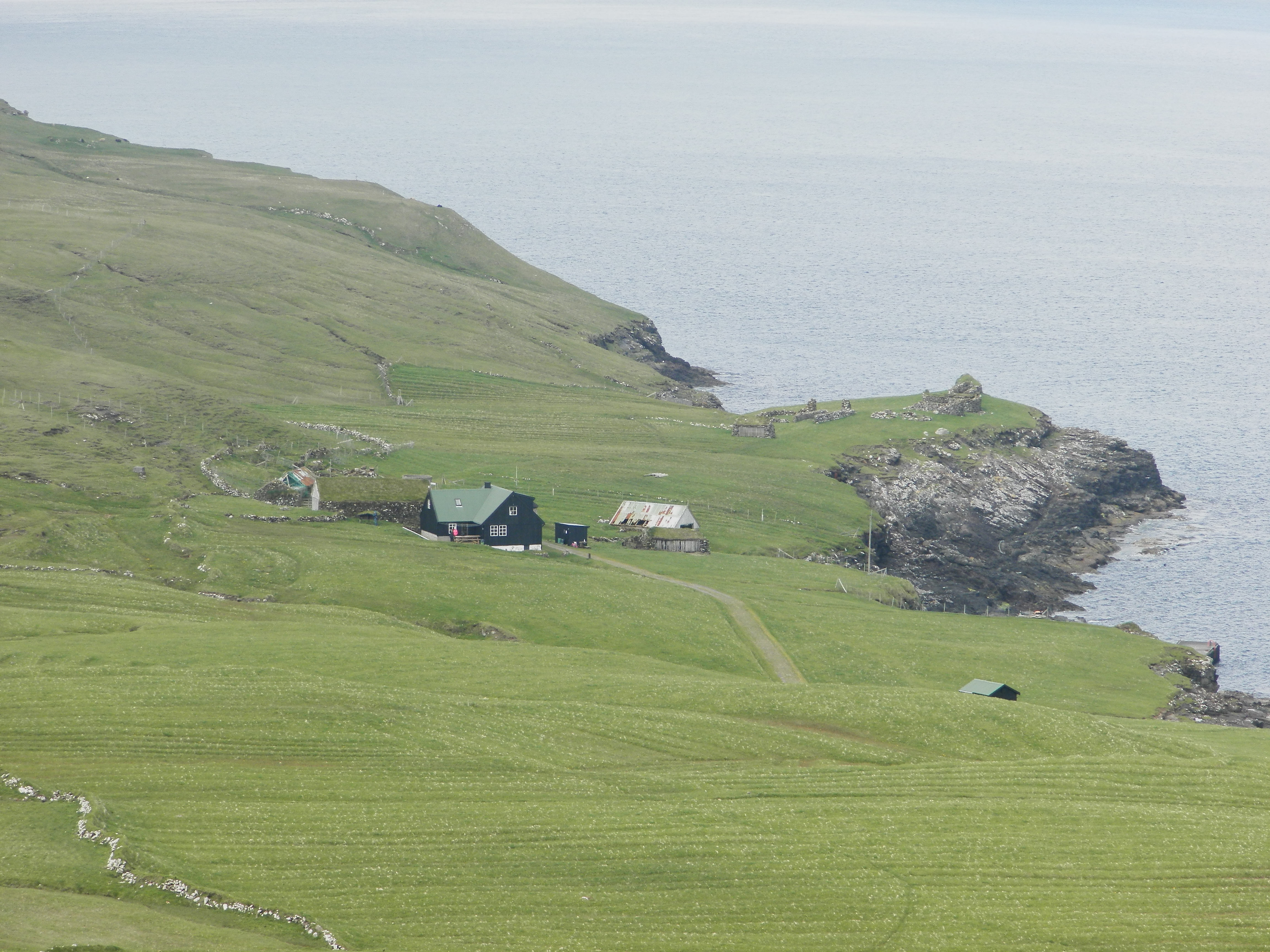
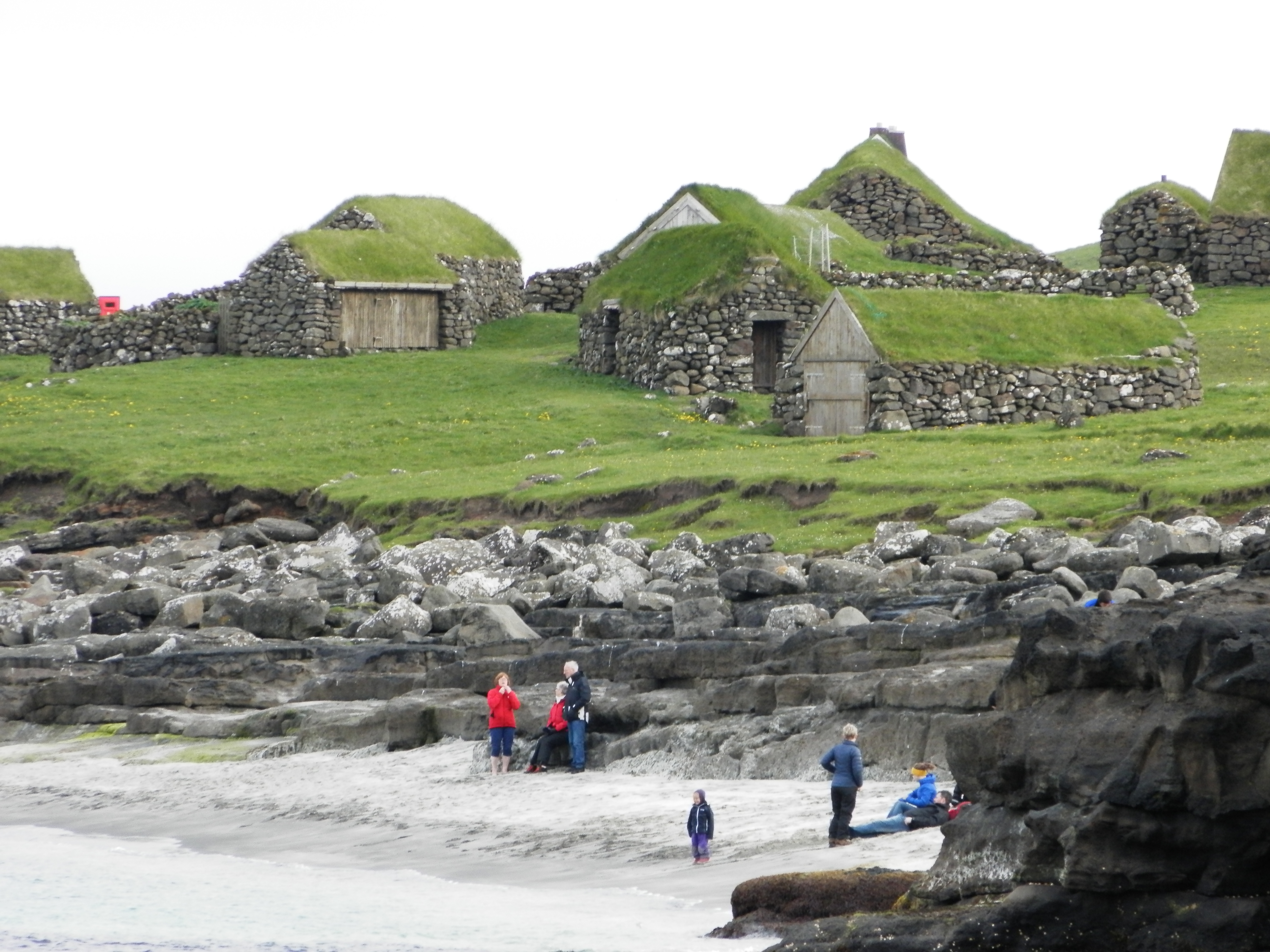
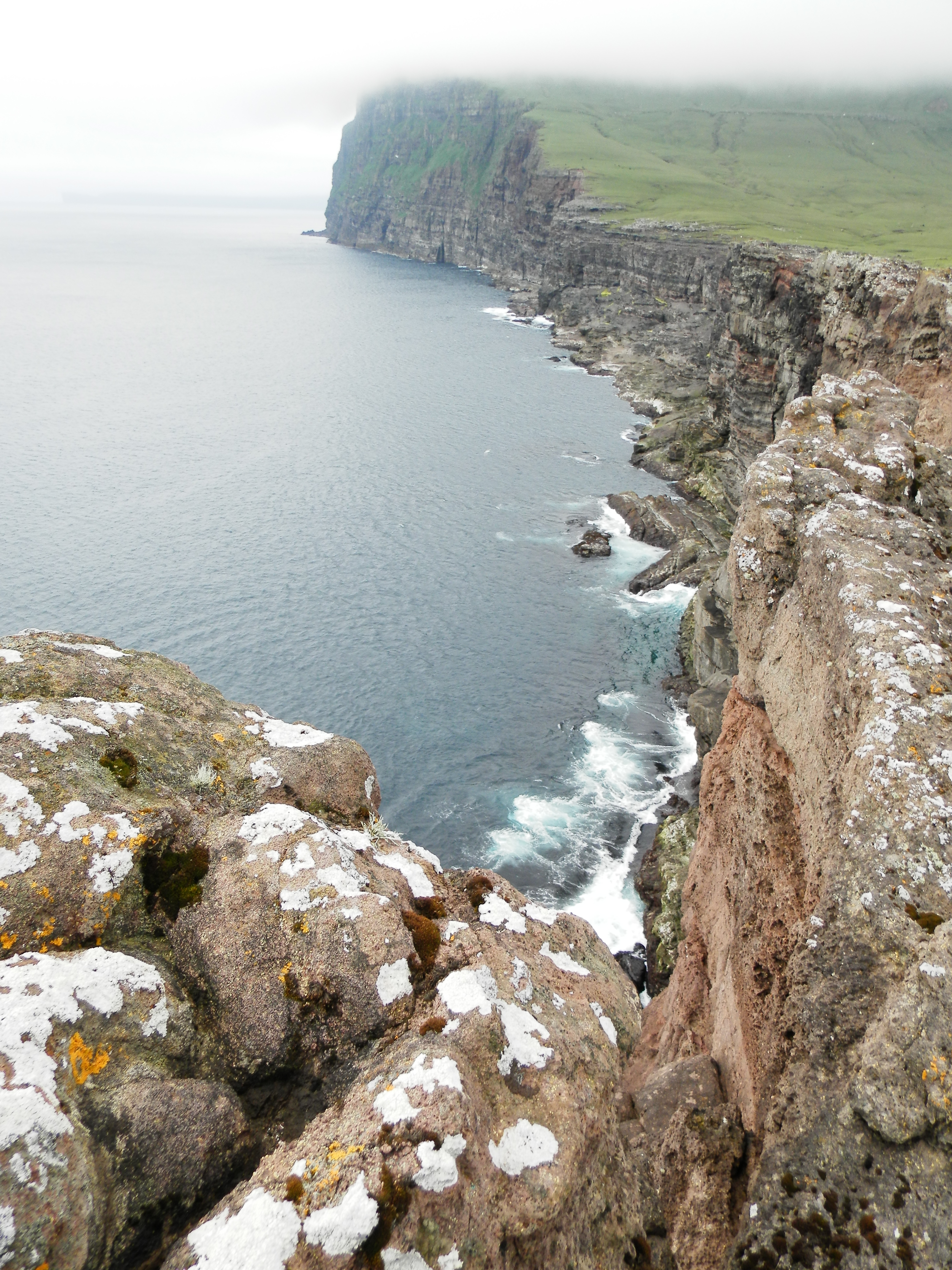